# Eberhard Jodocus Weller
Eberhard Jodocus Heinrich Weller (* 17. Juli 1776 in Rödelheim; † 1. September 1856 in Darmstadt) war ein hessischer Richter und konservativer Politiker und Abgeordneter der Zweiten Kammer der Landstände des Großherzogtums Hessen.
Eberhard Jodocus Weller war der Sohn des solmsischen Kanzleidirektors zu Rödelheim Christian Sebastian Wilhelm Weller und dessen Ehefrau Eleonora Margarethe, geborene König von Königsthal. Weller, der evangelischen Glaubens war, heiratete in erster Ehe Anna Maria und in zweiter Ehe Anna Johannette Elisabethe Sibylle geborene Geyger.
Weller studierte ab 1794 Rechtswissenschaften an der Universität Gießen. Später wurde er Direktor der Gesamt-Justizkanzlei Hungen, 1821 Oberappellationsgerichtsrat am Oberappellationsgericht Darmstadt und 1834 Präsident des Hofgerichtes Darmstadt. 1855 wurde er pensioniert. 
Von 1826 bis 1830 gehörte er der Zweiten Kammer der Landstände an. Er wurde für den Wahlbezirk Oberhessen 11/Hungen gewählt.